# Wiebesia planocrea
Wiebesia planocrea är en stekelart som beskrevs av Wiebes 1993. Wiebesia planocrea ingår i släktet Wiebesia och familjen fikonsteklar. Inga underarter finns listade i Catalogue of Life.